# رايموند كوكس
رايموند كوكس (بالإنجليزية: Raymond Cox)‏ هو سياسي أمريكي، ولد في 26 يونيو 1951 في ستوكتون في الولايات المتحدة، وتوفي في 3 نوفمبر 2017 في نورثفيلد في الولايات المتحدة. حزبياً، نشط في الحزب الجمهوري لمينيسوتا ‏ والحزب الجمهوري. وقد انتخب عضو مجلس نواب مينيسوتا.